# With Love, Chér
With Love, Cher è il quarto album in studio da solista della cantante statunitense Cher, prodotto dall'allora marito Sonny Bono e pubblicato, come i precedenti, dalla Imperial Records.

## Descrizione
Il disco segue la stessa formula dei tre album precedenti: un mix di cover riarrangiate e pezzi nuovi scritti perlopiù da Sonny esclusivamente per Cher. Il 45 giri superò in termini di vendita il suo precedente album (anche se di poco) ma non riuscì comunque ad eguagliare il successo degli esordi. Colpa soprattutto, della formula ripetitiva di Cher e del cambiamento di gusti del pubblico.
Dal disco vennero comunque pubblicati ben quattro singoli: le reinterpretazioni "Behind The Door" e "Hey Joe" e due pezzi scritti da Sonny, "Mama (When My Dollies Have Babies)" (famosa in Italia per la reinterpretazione di Dalida) e l'ultima grande hit del decennio "You Better Sit Down Kids".

## Tracce
1. You Better Sit Down Kids – 3:47 (Sonny Bono)
2. But I Can't Love You More – 3:40 (MCPS)
3. Hey Joe – 3:28 (Roberts)
4. Mama (When My Dollies Have Babies) – 3:28 (Bono)
5. Behind the Door – 3:42 (Graham Gouldman)
6. Sing for Your Supper – 2:36 (Lorenz Hart, Richard Rodgers)
7. Look at Me – 3:14 (MCPS)
8. There But for Fortune – 3:28 (Ochs)
9. I Will Wait for You – 3:17 (Gimbel, Jacques Demy, Legrand)
10. The Times They Are A-Changin' – 3:10 (Dylan)

## Classifica
| Chart (1966)     | Classifica |
| ---------------- | ---------- |
| USA Albums Chart | 47         |